# Historische Eisenbahn Gesellschaft
Die schweizerische Historische Eisenbahn Gesellschaft (HEG) ist ein Verein, der sich um den Erhalt und die Restaurierung historischer Lokomotiven und Eisenbahnwagen bemüht. Er betreibt zusammen mit SBB Historic das Depotmuseum Rotonde de Delémont.

## Geschichte
Der Verein Historische Eisenbahn Gesellschaft (HEG) mit Sitz in Lengnau wurde am 20. Juni 1985 gegründet. Die HEG bezweckt die Rettung und Instandsetzung sowie den Betrieb von Rollmaterial der Schweizer Bahnen aus der Epoche der Dampflokomotiven der Schweizerischen Bundesbahnen (SBB) und deren Vorgängerbahnen.
Am 21. März 1991 bekam die HEG von den SBB die Erlaubnis, ihre Fahrzeuge in der Rotonde de Delémont zu remisieren. Am 22. Dezember 2014 übertrug die HEG das Eigentum an sämtlichen Fahrzeugen an die Stiftung Historisches Erbe der SBB. Betreut und betrieben werden die Fahrzeuge weiterhin durch die HEG. Der Verein arbeitet ausschliesslich mit ehrenamtlichen Mitgliedern und ist staatlich anerkannt als gemeinnützige Organisation und Team von SBB Historic.

## Rollmaterial

### Lokomotiven

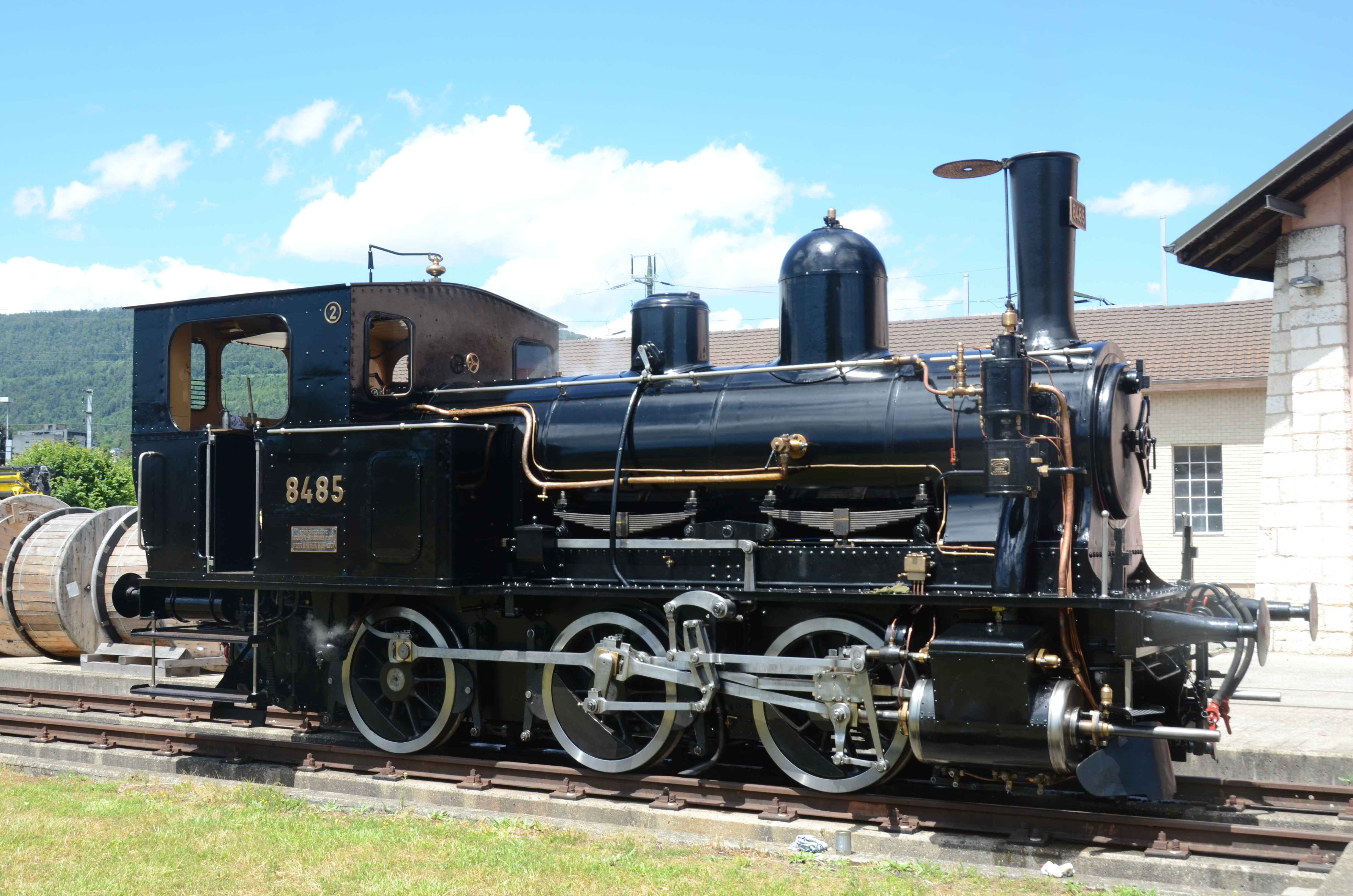
Lokomotive 8485

- SBB E 3/3 Nr. 8485 (Baujahr 1907, Erbauer SLM Nr. 1881)
- E 2/2 3 Zephir (Baujahr 1874, Erbauer Krauss Nr. 290, ex Bödelibahn)[Anm 1]
- E 2/2 4 (Baujahr 1900, Erbauer SLM Nr. 1267, ex Von Roll Eisenwerke)
- E 2/2 5 (Baujahr 1905, Erbauer SLM Nr. 1670, ex Von Roll Eisenwerke)
- Em 2/2 1 (Baujahr 1930, Erbauer SLM Nr. 3464, ex Ciba AG)

### Personen- und Gepäckwagen

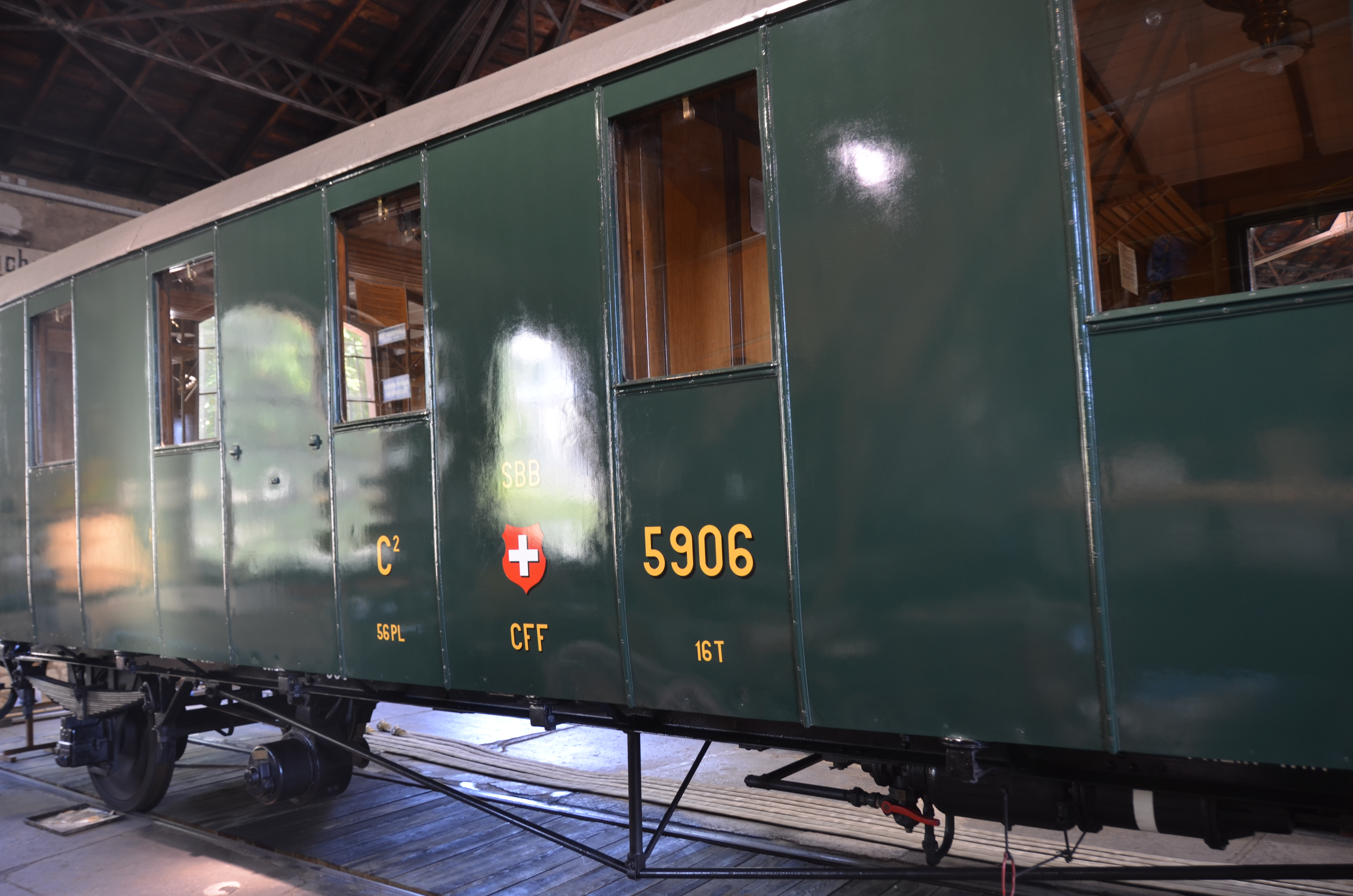
Personenwagen 5906

- B 3505 (Baujahr 1902, Erbauer SIG, ex JS B2 915)
- C 5906 (Baujahr 1897, Erbauer SCB Hauptwerkstätte Olten, ex SCB C3 203)
- F 16733 (Baujahr 1887, Erbauer SCB Hauptwerkstätte Olten, ex SCB F 634)
- F 17463 (Baujahr 1904, Erbauer SWS, ex STB F 107)
- F3 18356 (Baujahr 1909, Erbauer SIG, ex SBB F3ü 18356)

### Güterwagen
- Güterwagen M3 60001 (Baujahr 1872, Erbauer Maschinenfabrik Kirchheim, ex NOB SS)
- Kranwagen O.S. 3 (Baujahr 1858, Erbauer Guillot & Janin in Paris, ex Ouest Suisse Y3)